# Chhipra
Chhipra (nep. छिप्रा) – gaun wikas samiti w zachodniej części Nepalu w strefie Karnali w dystrykcie Humla. Według nepalskiego spisu powszechnego z 2011 roku liczył on 214 gospodarstw domowych i 1045 mieszkańców (560 kobiet i 485 mężczyzn).